# Lucius Aurellius Commodus Pompeianus
Lucius Aurellius Commodus Pompeianus war ein römischer Politiker und Senator des 3. Jahrhunderts n. Chr.
Pompeianus war Sohn der Aurelia, ihrerseits Tochter der Lucilla, und des Claudius Pompeianus Quintianus. Seine Söhne waren wohl Lucius Tiberius Claudius Pompeianus und Tiberius Claudius Quintianus, Konsuln der Jahre 231 bzw. 235. Im Jahr 209 wurde er ordentlicher Konsul. 
Er ist wahrscheinlich der in der Historia Augusta genannte Pompeianus, der Ende 211/212 hingerichtet wurde.